# Priest (filme de 1994)
Priest é um filme de drama britânico de 1994 dirigido por Antonia Bird em sua estréia na direção. O roteiro de Jimmy McGovern se concentra em um padre católico romano (interpretado por Linus Roache), que luta com duas questões que precipitam uma crise de fé. 

## Sinopse
O padre Greg Pilkington, recém-designado para a Paróquia de Santa Maria no centro de Liverpool, fica surpreso ao descobrir que o padre Matthew Thomas está envolvido em um relacionamento sexual com a governanta Maria Kerrigan. Além disso, o padre Thomas é um radical de esquerda e defensor franco da Teologia da Libertação, levando-o a constantes confrontos e brigas com o bispo - que, no entanto, aprecia suas habilidades. 
Enquanto o conservadorismo tradicional e as crenças religiosas pessoais do jovem protagonista são ofendidos pelo flagrante desrespeito do padre mais velho, ele luta contra seus próprios desejos homossexuais, especialmente depois de conhecer Graham em um ponto de encontro gay  e os dois se envolverem em um relacionamento físico. 
Enquanto isso, a estudante Lisa Unsworth confidenciou que foi abusada sexualmente por seu pai, que confirma sua versão e não mostra culpa nem desejo de parar. Ambos revelaram seu segredo no confessionário, no entanto, o padre Greg é obrigado a honrar a santidade do sacramento da penitência e não revelar o que lhe foi dito. Ele tenta avisar a mãe dela para vigiá-la de perto, mas a mulher ingênua acredita que a filha está segura enquanto está sob os cuidados do marido. 
Quando a Sra. Unsworth descobre seu marido molestando Lisa e percebe que o padre sabia o que estava acontecendo, ela o ataca. Para aumentar ainda mais seu tormento, padre Greg é preso ao ser flagrado em um encontro sexual com Graham num carro estacionado. Ele se declara culpado da acusação, e o fato de ser um padre católico contribui para uma notícia ser tornar sensacionalista. A história é manchete na primeira página do jornal local. Incapaz de enfrentar seus paroquianos, Greg se muda para uma paróquia rural remota, chefiada por um padre desaprovador e implacável, mas padre Matthew o convence a voltar a Paróquia de Santa Maria e os dois presidem uma missa que é interrompida pelos protestos daqueles que se opõem à presença do padre Greg no altar. O padre Matthew exige que eles deixem a igreja. Os dois sacerdotes começam a distribuir a eucaristia, mas os paroquianos restantes ignoram o padre Greg e se alinham para receber a comunhão apenas com padre Matthew. Lisa finalmente se aproxima do padre mais jovem, e os dois caem nos braços um do outro chorando. Esta última cena concretiza efetivamente um dos valores da Igreja Católica: o amor; isto é, aceitar e amar incondicionalmente a si mesmo e aos outros sem desculpas. 

## Elenco
- Linus Roache como padre Greg Pilkington
- Tom Wilkinson como Padre Matthew Thomas
- Robert Carlyle como Graham
- Cathy Tyson como Maria Kerrigan
- Christine Tremarco como Lisa Unsworth
- Robert Pugh como Mr. Unsworth
- Lesley Sharp como Mrs. Unsworth

## Produção
O filme foi filmado em Blundellsands, Liverpool, Londres e Manchester . 
O filme estreou no Festival Internacional de Cinema de Toronto em setembro de 1994. Foi lançado no Reino Unido em 17 de março de 1995 e nos EUA na semana seguinte. Arrecadou $ 113.430 no fim de semana de estreia e, por fim, arrecadou $ 4.165.845 nos EUA. 

## Lançamento
Priest recebeu duras críticas da Igreja, em particular da Igreja Católica na Irlanda, que pediram a proibição da distribuição do filme. Isso marcou o primeiro grande desacordo entre a Igreja e o Conselho Irlandês de Censores de Filmes, que decidiu divulgá-lo de qualquer maneira. Outras organizações católicas ficaram alvoroçadas por seu lançamento durante o fim de semana de Páscoa. 

## Recepção crítica
As críticas para o filme foram mistas. O Rotten Tomatoes deu ao filme uma taxa de aprovação de 67% com base em 24 respostas críticas, com uma classificação média de 7/10. 
Roger Ebert, do Chicago Sun-Times, classificou o filme como uma estrela dentre quatro possíveis, chamando o roteiro de "superficial e explorador". Ele acrescentou: "O filme argumenta que as regras ocultas e desatualizadas da igreja são responsáveis por algumas pessoas (padres) que não fazem sexo, embora devam, enquanto outras (pais incestuosos) podem continuar fazendo isso, embora não devam. Para que este filme seja descrito como uma declaração moral sobre qualquer coisa que não seja o preconceito do cineasta, está além da crença." 
Peter Stack, do San Francisco Chronicle, chamou de "um filme excepcional", "drama poderoso" e "uma declaração curiosamente inspiradora sobre fé e moralidade". Ele acrescentou: "Este filme é extraordinário para os temas que explora - às vezes com humor delicioso - além do óbvio. O filme se torna um vislumbre fascinante de um assunto vasto - intolerância versus compreensão. Há alguma pregação no Padre, e ainda assim você vai embora sentindo o abraço de algo amável e espiritual." 
Gary Kamiya, do The San Francisco Examiner, observou: "Depois de assistir a este filme, você sente como se Martin Luther tivesse martelado cada uma de suas 95 teses em várias partes de sua anatomia, usando tachinhas maçantes. E embora Priest não fique sem inteligência, humor e pathos, no final, é pouco mais que um melodrama tendencioso. Pode-se simpatizar com [sua] política progressista...e ainda achar que a diretora Antonia Bird e o roteirista Jimmy McGovern tornaram as coisas fáceis demais para si... Priest é menos uma obra de arte do que uma obra de opinião; como tal, quaisquer que sejam as virtudes existentes na esfera sociológica, não a estética ". 
Rita Kempley, do Washington Post, disse: "Em parte novela e em parte propaganda, esse drama às vezes afeta um exame unilateral dos ensinamentos da igreja sobre homossexualidade e celibato de seus clérigos...Roache, um veterano do teatro e da televisão britânicos, apresenta uma performance emocionante, que se destaca no final transcendente do filme. Lindamente sustentada pelos atores e bem dirigida por Bird, esta última cena é uma epifania emocional para os personagens e para o público, todos banhados no bálsamo do perdão. " 

## Prêmios e indicações
O filme foi indicado ao prêmio BAFTA de melhor filme britânico, mas perdeu para Shallow Grave. Ganhou o People's Choice Award no Festival Internacional de Cinema de Toronto de 1994, foi eleito o Melhor Filme de Longa Metragem Britânico no Festival Internacional de Cinema de Edimburgo de 1994 e ganhou o Teddy Award no Festival Internacional de Cinema de Berlim de 1995.